# Ata Kandó
Ata Kandó, nata Etelka Görög (Budapest, 17 settembre 1913 – Bergen, 14 settembre 2017), è stata una fotografa olandese di origini ungheresi.

## Biografia
Figlia di Imre, docente di latino, storia e noto traduttore di letteratura russa, e di Margit Beke, conosciuta come importante traduttrice di letteratura scandinava. Il nonno materno era un matematico di fama mondiale. Si è sempre chiamata Ata per la difficoltà di pronunciare il suo vero nome, diventando così per sempre Ata.
I genitori la incoraggiarono a seguire i corsi artistici e si iscrisse alla scuola fondata dall'artista Sándor Bortnyik, che aveva appreso i principi del Bauhaus esportandoli perciò anche in Ungheria. Tra i suoi allievi figuravano Victor Vasarely e il pittore Gyula Kandó. Con quest'ultimo, Ata si sposò nel 1931 ed ebbe tre figli, trasferendosi a Parigi. A causa però di crescenti difficoltà economiche la famiglia rientrò a Budapest nel 1935. Assieme al marito, nel 1938 tornò a Parigi dove aprì uno studio fotografico vicino al Louvre concentrandosi sulla fotografia per bambini ma con l'invasione nazista furono costretti a rientrare in Ungheria dove lei, essendo di origini ebraiche, venne torturata, ma grazie al marito riuscì a godere una certa libertà. Lui riuscì a mettere in salvo centinaia di ebrei.
Con la fine della guerra, tornarono a Parigi. Robert Capa impiegò Ata nel laboratorio della Magnum Photos dove lei rimase fino al 1952. Lo stipendio però era insufficiente per l'intera famiglia così il marito, che a Parigi non riusciva a trovare lavoro, decise di tornare a Budapest nel 1949. Con l'instaurazione della cortina di ferro i coniugi non si videro mai più e poco dopo divorziarono. Al laboratorio della Magnum Kondó conobbe un giovane fotografo olandese, Ed van der Elsken, di dodici anni più giovane di lei, e i due si innamorarono, sposandosi nel 1954 e trasferendosi in Olanda. Il matrimonio però ebbe vita breve, durò soltanto un anno, lei si ritrovò da sola con i suoi tre figli in un paese sconosciuto, ma fu qui che iniziò la sua avventura: divenne una celebre fotografa di moda degli abiti prodotti in Francia ed Olanda.
L'opera più famosa fu però il "Libro rosso" (senza titolo – così chiamato per il colore della copertina), realizzato assieme all'amica fotografa Violette Cornelius, che raccoglie le immagini bianconero dei rifugiati in Austria in seguito alla Rivoluzione ungherese del 1956. Nel libro le autrici pongono particolare attenzione alla condizione difficile dei bambini che subiscono la maggiore violenza. "Ho sentito un'affinità con le persone che avevano perso il loro paese, dato che ero stata una rifugiata anche io", dirà Kandó a proposito di questo volume.
A partire dal 1961 viaggiò più volte nel Sud America rimanendone affascinata, in particolare dalle culture e dalle antiche civiltà indigene. Le sue foto sono state utili a denunciare gli abusi della foresta amazzonica e delle popolazioni attraverso mostre e pubblicazioni, ed ottenendo un forte coinvolgimento sociale alle problematiche ambientali.
Kandó fu anche docente presso la Utrecht School of the Arts e l'AKI Academy for Art & Design di Enschede e contribuì a formare molti fotografi come Koen Wessing e Ad van Denderen.
Il Museo olandese della fotografia tenne una mostra nel 2014 delle sue opere. Una vasta selezione delle sue foto è stata esposta alla Galleria Deák17 di Budapest nel 2018.